# 雍州 (六朝)
雍州，东晋和南朝时设置的州。
雍州刺史部，原以长安为中心。东晋孝武帝时（372年－396年），始于襄阳侨立雍州，并立侨郡县。刘宋元嘉二十六年（449年），又割荆州的五郡（襄阳郡、南阳郡、新野郡、顺阳郡、随郡）再次設立雍州，而侨郡县犹寄寓在诸郡界。大明中，又分实土郡县以为侨郡县境。徐志雍州有北上洛、北京兆、义阳三郡。北上洛，晋孝武立，领上洛、北商、酆阳、阳亭、北拒阳五县。北京兆领北蓝田、霸城、山北三县。并云景平中立。义阳，云晋安帝立，领平氏、襄乡二县。酆阳、阳亭、北拒阳，并云安帝立，余县不注置立。今并无此三郡。刘宋时领十七郡，六十县，户三万八千九百七十五，口十六万七千四百六十七。去京都水四千四百，陆二千一百。

## 行政区划

### 刘宋
- 襄阳郡（三县：襄阳县、中庐县、邔县）
- 南阳郡（七县：宛县、涅阳县、云阳县、冠军县、郦县、舞阴县、许昌县）
- 新野郡（五县：新野县、山都县、池阳县、穰县、交木县）
- 顺阳郡（七县：南乡县、槐里县、顺阳县、清水县、朝阳县、丹水县、郑县）
- 京兆郡（三县：杜县、邓县、新丰县）
- 始平郡（四县：武当县、始平县、武功县、平阳县）
- 扶风郡（三县：筑阳县、郿县、泛阳县）
- 南上洛郡（二县：上洛县、商县）
- 河南郡（五县：河南县、新城县、河阴县、棘阳县、襄乡县）
- 广平郡（四县：广平县、酂县、比阳县、阴县）
- 义成郡（二县：义成县、万年县）
- 冯翊郡（三县：鄀县、高陆县）
- 南天水郡（四县：华阴县、西县、略阳县、河阳县）
- 建昌郡（二县：永兴县、安宁县）
- 华山郡（三县：华山县、蓝田县、上黄县）
- 北河南郡（八县：新蔡县、汝阴县、苞信县、上蔡县、固始县、缑氏县、新安县、洛阳县）
- 弘农郡（三县：邯郸县、圉县、卢氏县）

## 長官
晉雍州刺史（386年－403年）
- 杨亮（386年－387年）
- 朱序（388年－392年）[1]
- 郗恢（392年－398年）[2]
- 楊佺期（398年－399年）[3]
- 桓偉（400年－401年）[4]
- 刁畅（402年）
- 冯该（402年－403年）
- 王旷（403年）

楚雍州刺史（403年－405年）
- 桓蔚（403年－405年）[4]

晉雍州刺史（405年－420年）
- 魯宗之（405年－415年）[5]
- 趙倫之（415年－420年）[6]

宋雍州刺史（420年－479年）
- 趙倫之（420年－422年）[7]
- 褚叔度（422年－424年）[8]
- 劉粹（424年－426年）
- 劉遵考（426年－428年）
- 張邵（428年－431年）
- 劉道產（431年－442年）
- 劉真道（442年－443年）
- 蕭思話（443年－445年）
- 劉駿（445年－448年）
- 蕭思話（448年－449年）
- 劉誕（449年－451年）
- 臧質（451年－453年）[9]
- 柳元景（453年）
- 朱脩之（453年－454年）
- 柳元景（454年）
- 劉渾（454年－455年）
- 劉延孫（455年）
- 王玄謨（455年－458年）
- 劉休茂（458年－461年）
- 劉子仁（461年）
- 劉秀之（461年－464年）
- 劉子勛（464年）[10]
- 宗愨（464年－465年）
- 劉彧（465年）
- 劉休仁（465年）
- 袁顗（465年－466年）[11]
- 沈攸之（466年）
- 劉休若（466年－468年）
- 張永（未就任，468年）
- 張悅（468年－470年）
- 劉韞（470年－472年）
- 張興世（472年－475年）[12]
- 張敬兒（475年－479年）[13]
- 蕭長懋（479年）[14]

齊雍州刺史（479年－502年）
- 蕭長懋（479年－480年）
- 蕭赤斧（480年－482年）[15]
- 蕭鏘（482年－486年）
- 張瑰（486年－487年）
- 陳顯達（487年－490年）
- 蕭緬（490年－491年）
- 王奐（491年－493年）
- 蕭子懋（493年－494年）[16]
- 曹虎（494年－498年）[17]
- 蕭遙欣（498年）
- 蕭衍（498年－501年）[18]
- 劉繪（未就任，500年－501年）
- 張欣泰（未就任，501年）
- 薛元嗣（未就任，501年）
- 王珍國（未就任，501年）[19]
- 蕭偉（501年－502年）[20]

梁雍州刺史（502年－555年）
- 蕭偉（502年－505年）
- 柳慶遠（505年－508年）
- 蕭昺（508年－512年）[21]
- 蕭淵藻（512年－513年）[22]
- 柳慶遠（514年－515年）
- 韋叡（515年－516年）
- 蕭秀（517年－518年）[21]
- 蕭恪（？－522年）[23]
- 蕭續（522年－523年）
- 蕭綱（523年－530年）
- 蕭續（530年－535年）[24]
- 蕭恭（？－541年）[25]
- 蕭範（541年－546年）
- 蕭詧（546年－555年）[24]